# Steel Empire
Steel Empire (яп. 鋼鉄帝国 Ко̄тэцу тэйкоку, известная в Европе как Empire of Steel) — компьютерная игра в жанре горизонтального скролл-шутера, разработанная компанией Hot B в 1992 году эксклюзивно для игровой консоли Sega Mega Drive. В 2004 году была выпущена версия игры для Game Boy Advance.
Оформление игры выполнено в стиле стимпанк.
В 2024 году вместе с Over Horizon и портом для GBA вошла в состав сборника Over Horizon X Steel Empire для консолей PlayStation 4 и Nintendo Switch.

## Сюжет
Империя Моторхед завоевала и поработила почти весь мир. Последней надеждой является республика Сильверхед, на стороне которой выступает игрок.

## Игровой процесс
В начале игры игрок может выбрать летательный аппарат — биплан Striker Plane или дирижабль Z-01 Zeppilin. Они различаются скоростью передвижения и прочностью брони.
Особенностью игры является наличие двух кнопок стрельбы, позволяющих стрелять по направлению движения и против него.
В игре семь уровней. В конце каждого из них присутствует сражение с боссом. Также на уровнях присутствуют мини-боссы.